# Наранхито (Порторико)
Наранхито (шп. Naranjito) је општина у америчкој острвској територији Порторико, острвској држави Кариба.

## Демографија
По попису из 2010. године број становника је 30.402, што је 693 (2,3%) становника више него 2000. године.
| Група             | 2000.          | 2010.          |
| Белци             | 127 (0,4%)     | 105 (0,3%)     |
| Афроамериканци    | 839 (2,8%)     | 1.818 (6,0%)   |
| Азијати           | 23 (0,1%)      | 23 (0,1%)      |
| Хиспаноамериканци | 29.565 (99,5%) | 30.264 (99,5%) |
| Укупно            | 29.709         | 30.402         |